# Mustafa Haikal
Mustafa Haikal (* 1958 in Leipzig) ist ein deutscher Historiker und Autor. Seine Veröffentlichungen befassen sich hauptsächlich mit kulturgeschichtlichen Themen, außerdem schreibt er Kinderbücher und Beiträge für den Hörfunk.

## Leben
Haikal wurde 1958 in Leipzig geboren. Seine Mutter ist eine deutsche Journalistin, sein Vater ein ägyptischer Rechtsanwalt. Er studierte Geschichte in Leipzig, Berlin und Moskau und promovierte 1987. Bis 1992 arbeitete er als wissenschaftlicher Assistent an der Universität Leipzig.
In mehreren seiner Schriften befasst sich Haikal mit der Geschichte der Zoologischen Gärten und mit Wirtschaftsunternehmen wie der Konsumgenossenschaft Leipzig oder der Hugo Schneider AG (HASAG). Sein inzwischen in der dritten Auflage erschienenes Buch Der Kamelienwald. Die Geschichte einer deutschen Gärtnerei handelt von der sächsischen Gärtnerdynastie Seidel und der Kulturgeschichte der Kamelien. Sein besonderes Interesse gilt der Kulturgeschichte der großen Menschenaffen.

## Werke (Auswahl)
- Söre Zauberer. Faber & Faber, Leipzig 1994, ISBN 3-928660-24-1.
- Leipzig für Kinder. Ein Stadtdetektiv. Thom, Leipzig 1994, ISBN 3-9803346-2-7.
- Der Kamelienwald. Die Geschichte einer deutschen Gärtnerei. Kiepenheuer, Leipzig 2000; 3., überarbeitete und erweiterte Auflage. Sandstein, Dresden 2010, ISBN 978-3-942422-17-8
- Auf der Spur des Löwen. 125 Jahre Zoo Leipzig. Pro Leipzig, Leipzig 2003, ISBN 3-936508-95-X.
- mit Jörg Junhold: Vorsicht Löwe! Humorvolles aus dem Leipziger Zoo. Faber & Faber, Leipzig 2005, ISBN 3-936618-49-6.
- mit Jörg Junhold: Die Löwenfabrik. Lebensläufe und Legenden. Pro Leipzig, Leipzig 2006, ISBN 3-936508-15-1.
- Das Geheimnis der Kamelie. Sandstein, Dresden 2008, ISBN 978-3-940319-26-5.
- Gute Geschäfte. Die Geschichte der Leipziger Konsumgenossenschaft. Faber & Faber, Leipzig 2009, ISBN 978-3-86730-084-1.
- mit Winfried Gensch: Der Gesang des Orang-Utans – 150 Jahre Zoo Dresden. Edition Sächsische Zeitung, Dresden 2011, ISBN 978-3-938325-85-8.
- mit Thomas Nabert: Kongreßhalle Leipzig. Die wechselvolle Geschichte eines traditionsreichen Gesellschaftshauses. Pro Leipzig, Leipzig 2011, ISBN 978-3-936508-68-0.
- Master Pongo. Ein Gorilla erobert Europa. Transit, Berlin 2013, ISBN 978-3-88747-285-6.
- mit Peter Leonhardt: Das Neue Rathaus zu Leipzig. Leipziger Universitätsverlag, Leipzig 2015, ISBN 978-3-86583-893-3.
- Unheimliche Nähe. Menschenaffen als europäische Sensation. Passage, Leipzig 2016, ISBN 978-3-95415-051-9.
- Von der Schönheit und den Leiden der Pferde. Die besondere Beziehung zwischen Mensch und Pferd: Geschichte der Pferdewissenschaft und Errungenschaften der Veterinärmedizin seit dem 16. Jahrhundert. wbg Theiss in Wissenschaftliche Buchgesellschaft, Darmstadt 2020, ISBN  978-3-80624-118-1.